# Parafia św. Maksymiliana Marii Kolbego w Wólce Grodziskiej
Parafia św. Maksymiliana Marii Kolbego w Wólce Grodziskiej − parafia rzymskokatolicka znajdująca się w archidiecezji przemyskiej w dekanacie Żołynia. 

## Historia
W 1893 roku w Wólce Grodziskiej zbudowano dwie murowane kapliczki, wokół których koncentrowało się miejscowe życie religijne. W 1968 roku podjęto decyzję o budowie kościoła. 
29 czerwca 1971 dekretem bpa Ignacego Tokarczuka została erygowana parafia z wydzielonego terytorium parafii Grodzisko Dolne, a jej pierwszym proboszczem został ks. Józef Hader, który początkowo msze święte odprawiał w kapliczkach i domach prywatnych. Jesienią 1971 roku pomimo trudności ze strony władz państwowych, przystąpiono do budowy murowanego kościoła, który został poświęcony na pasterce 25 grudnia 1971 przez bpa Ignacego Tokarczuka. 14 sierpnia 2011 roku abp Józef Michalik dokonał konsekracji kościoła.
Na terenie parafii jest 1 019 wiernych (w tym: Wólka Grodziska – 706, Grodzisko Górne część – 287, Gwizdów część – 33, Zmysłówka część – 70).
Proboszczowie parafii:
1971–1976. ks. Józef Hader.
1976–2004. ks. Stefan Piórek.
2004–2020. ks. Stanisław Kulikowski.
2021– nadal ks. Zbigniew Sroka